# Мыс Флигели
Мыс Фли́гели — северо-восточная оконечность острова Рудольфа в Северном Ледовитом океане, входящего в архипелаг Земля Франца-Иосифа (Россия, Архангельская область).

## География
Традиционно упоминается как крайняя северная точка суши России, Европы и всей Евразии. Соседние мысы — безымянный на западе и Уэлмана на востоке. От мыса Флигели до Северного полюса — 911 километров.
Назван в честь австрийского картографа Августа фон Флигели (1811—1879). Открыт 12 апреля 1874 года австрийской полярной экспедицией на корабле «Тегетгоф» под руководством Пайера и Вейпрехта; первыми людьми, побывавшими в этом месте, стали матрос Антонио Занинович, мичман Эдуард Орел и начальник экспедиции Юлиус Пайер.
В 2003 году на мысе установлен 300-килограммовый лиственничный крест.